# Luigi Giachino
Luigi Maria Giachino (La Morra, ... – ...; fl. XX secolo) è stato un regista, montatore e produttore cinematografico italiano.

## Biografia
Luigi Maria Giachino, allievo dell'Accademia Nazionale d'Arte Drammatica di Roma negli anni trenta, fu attivo nel cinema dalla fine degli anni quaranta alla metà degli anni sessanta; montatore nel 1949 del film La mano della morta di Carlo Campogalliani, diresse tra il 1949 e il 1956 tre pellicole di scarsa diffusione e poco successo. Nel 1966 diresse anche un documentario.

## Filmografia
- L'ultima cena (1949)
- Miracolo a Viggiù (1952)
- Per le vie della città (1956)
- Due uomini e un trainer – documentario (1966)